# Królestwo Mann i Wysp
Królestwo Mann i Wysp – normańskie królestwo istniejące na części wysp archipelagu Wysp Brytyjskich pomiędzy 1079 i 1266 rokiem.
Królestwo utworzył Godred Crovan, który opanował Wyspę Man w 1079 roku, po zwycięskiej bitwie pod Skyhill. Królestwo składało się z dwóch części, Sodoru (stn. Suðr-eyjar, Hebrydy i Wyspa Man) oraz Norðru (Norðr-eyjar, Orkady, Szetlandy). W późniejszym okresie obejmowało głównie Wyspę Man oraz Hebrydy Zewnętrzne, natomiast Hebrydy Wewnętrzne w 1164 roku utworzyły Królestwo Hebrydów.
Królestwo zostało podzielone w 1266 roku, na mocy traktatu w Perth:
- Wyspa Man przypadła Anglii
- Hebrydy stały się częścią Szkocji
- Hrabstwo Orkadów pozostało niepodległe (do 1471)